# سرپره

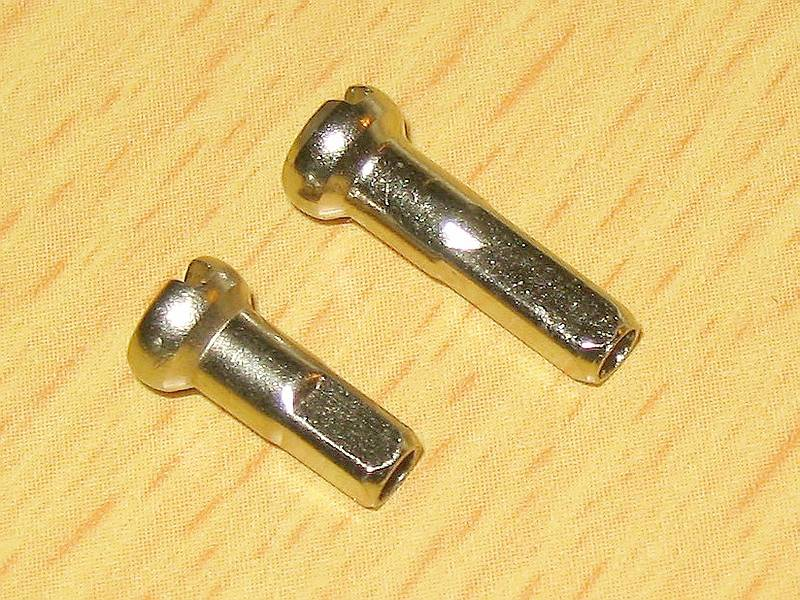
سرپره‌های ۱۲ و ۱۶ میلی‌متری.

سَرپَرّه (انگلیسی: Spoke nipple) قطعه‌ای است که طوقه چرخ دوچرخه را به پره‌ها متصل می‌کند.
سرپره یک استوانه سر دار با رزوه در داخل بخشی از طول آن است (یک ورودی بدون رزوه در نزدیکی «سطوح صاف» وجود دارد). به‌طور سنتی، سرپره‌ها در سوراخ‌های طوقه قرار می‌گیرند، به طوری که سر سرپره در بیرونی‌ترین قسمت طوقه قرار دارد، در حالی که انتهای دیگر سرپره به سمت داخل به سمت توپی اشاره می‌کند. در حال حاضر انواع مختلفی از سرپره‌ها موجود است، از جمله سرپره‌های داخلی که کاملاً در داخل طوقه قرار می‌گیرند و فقط با برداشتن لاستیک قابل تنظیم هستند، و همچنین سرپره‌های رزوه‌دار خارجی که به طوقه پیچ می‌شوند (مانند آنهایی که توسط Mavic Ksyriums استفاده می‌شوند). رزوه‌ها پره را می‌گیرند، بنابراین چرخاندن آن باعث افزایش یا کاهش کشش در پره می‌شود و بر موقعیت توپی نسبت به طوقه تأثیر می‌گذارد.
گام رزوه می‌تواند با اندازه رزوه متفاوت باشد، اما برای ضخامت‌های رایج پره ۰٫۴۵۴ میلی‌متر است که از انواع رزوه Fg 2، Fg 2.3 یا Fg 2.6 استفاده می‌کنند. از آنجایی که رزوه‌های پره و رزوه‌های سرپره باید مطابقت داشته باشند، جعبه‌های پره معمولاً شامل تعداد مشابهی از سرپره‌ها هستند. صرفه‌جویی در وزن یا نیاز به استحکام زیاد به دلیل ساخت چرخ با پره‌های کم ممکن است نیاز به تهیه سرپره‌های متفاوت از آنهایی باشد که با پره‌ها ارسال می‌شود. مواد استاندارد برای سرپره‌ها برنج (معمولاً روکش نیکل) و آلومینیوم هستند. برنج سنگین‌تر است اما بادوام‌تر است و کمتر مستعد خوردگی، گرد شدن سطوح صاف در هنگام سفت شدن، شکستن و ساییدگی است. آلومینیوم بسیار سبک‌تر است. در صورت استفاده از سرپره‌های آلومینیومی، پره‌ها باید به اندازه کافی بلند باشند تا طول کامل رزوه‌های سرپره پره را درگیر کنند تا بار از پره به بالای سرپره منتقل شود. اگر پره فقط تا حدی وارد سرپره شود، سرپره بار تنش را تحمل می‌کند و مستعد شکستگی در اثر خستگی است. همچنین، در مورد سرپره‌های آلومینیومی، مراقبت و یک آچار پره خوب برای جلوگیری از گرد شدن سطوح صاف در هنگام سفت کردن ضروری است. اخیراً، سرپره‌های تیتانیمی از منابع آمریکایی و چینی در دسترس قرار گرفته‌اند. طرفداران سرپره‌های تیتانیومی پیشنهاد می‌کنند که آنها مزایای سرپره‌های برنجی و آلومینیومی (به ترتیب استحکام و وزن) را ترکیب می‌کنند، در حالی که در برابر خوردگی نسبت به هر دو ماده مقاوم‌تر هستند.